# Похибка розділення
Похибка розділення (рос. погрешность разделения, англ. separation error, нім. Teilungsfehler m) — критерій ефективності (точності) розділення при збагаченні корисних копалин на основі статистичних закономірностей розподілу ймовірних випадковостей. Показник похибки розділення J є найхарактернішим для гравітаційних методів збагачення, зокрема відсадки. Він пов'язаний з середнім ймовірним відхиленням Е pm та ефективною густиною розділення ρр у водному середовищі таким співвідношенням:
J = Е pm/(ρр –1000).
Зниження величини П.р. означає підвищення точності розділення, тобто ефективності збагачення, і навпаки.